# الأزمة المالية الروسية 1998
الأزمة المالية الروسية (وتسمى أيضا أزمة روبل أو الإنفلونزا الروسية) ضربت روسيا في 17 أغسطس 1998. وقد أدى ذلك إلى قيام الحكومة الروسية والبنك المركزي الروسي بتخفيض قيمة الروبل والتخلف عن سداد ديونها. كان للأزمة آثار خطيرة على اقتصادات العديد من البلدان المجاورة. وفي الوقت نفسه، اقترح جيمس كوك، نائب رئيس صندوق الاستثمار الروسي الأمريكي، أن الأزمة كان لها تأثير إيجابي في تعليم البنوك الروسية تنويع أصولها.

## خلفية ومسار الأحداث
الأسباب التي أدت إلى الأزمة هي انخفاض الإنتاجية، وارتفاع سعر الصرف الثابت بين الروبل والعملات الأجنبية لتجنب الاضطرابات العامة، والعجز المالي المزمن بسبب التكلفة الاقتصادية للحرب الأولى في الشيشان، تقدر بحوالي 5.5 مليار دولار (وليس بما في ذلك إعادة بناء الاقتصاد الشيشاني المدمر)، ساهم أيضا في الأزمة. في النصف الأول من عام 1997، أظهر الاقتصاد الروسي بعض علامات التحسن. ومع ذلك، بعد فترة وجيزة من ذلك، بدأت المشاكل تتصاعد تدريجيا.
أثرت صدمتان خارجيتان، الأزمة المالية الآسيوية التي بدأت في عام 1997 والانخفاضات التالية في الطلب على (وبالتالي سعر النفط الخام والمعادن غير الحديدية)، تأثيرا شديدا على احتياطيات النقد الأجنبي الروسية.
وصلت الأزمة السياسية إلى ذروتها في شهر مارس عندما قام الرئيس الروسي بوريس يلتسين بطرد رئيس الوزراء فيكتور تشيرنوميردين وكل حكومته في 23 مارس 1998  عين يلتسين وزير الطاقة سيرجي كيرينكو، الذي كان يبلغ من العمر 35 عامًا، كرئيس وزراء بالإنابة.
في 29 مايو 1998، عين يلتسين بوريس فيودوروف رئيسًا لدائرة الضرائب الحكومية.
في محاولة لدعم العملة ووقف هروب رأس المال، رفعت كيرينكو في يونيو 1998 أسعار الفائدة لـ GK O إلى 150 ٪.
22.6 مليار دولار   تمت الموافقة على الحزمة المالية لصندوق النقد الدولي والبنك الدولي في 13 يوليو 1998 لدعم الإصلاحات وتحقيق الاستقرار في السوق الروسية من خلال استبدال حجم هائل من سندات GK O قصيرة الأجل الناضجة بسرعة إلى سندات اليورو طويلة الأجل. قررت الحكومة الروسية الإبقاء على سعر صرف الروبل في نطاق ضيق، على الرغم من أن العديد من الاقتصاديين، بما في ذلك أندريه إيلاريونوف، حثوا الحكومة على التخلي عن دعمها للروبل.
في 12 مايو 1998، قام عمال مناجم الفحم بالإضراب بسبب الأجور غير المدفوعة، مما أغلق سكة الحديد عبر سيبيريا. بحلول 1 أغسطس 1998 كان هناك ما يقرب من 12.5 دولار   مليار في الديون المستحقة للعمال الروس. في 14 أغسطس 1998، كان سعر صرف الروبل الروسي مقابل الدولار الأمريكي لا يزال 6.29. على الرغم من خطة الإنقاذ، ارتفعت مدفوعات الفائدة الشهرية على ديون روسيا إلى رقم أعلى بنسبة 40 في المائة من تحصيلها الضريبي الشهري.
بالإضافة إلى ذلك، في 15 يوليو 1998، رفض مجلس الدوما الذي تهيمن عليه الأحزاب اليسارية اعتماد معظم خطة الحكومة لمكافحة الأزمة بحيث اضطرت الحكومة إلى الاعتماد على المراسيم الرئاسية. في 29 يوليو، توقف يلتسين عطلته في منطقة تلال فالداي وتوجه إلى موسكو، مما أثار مخاوف من تعديل وزاري، لكنه استبدل رئيس جهاز الأمن الفيدرالي نيكولاي كوفاليوف بفلاديمير بوتين.
في ذلك الوقت، استخدمت روسيا سياسة «الربط العائم» تجاه الروبل، مما يعني أن البنك المركزي قرر في أي وقت معين أن يظل سعر صرف الروبل مقابل الدولار (أو RUB / U SD) ضمن نطاق معين. إذا هدد الروبل بخفض قيمة العملة خارج هذا النطاق (أو «النطاق»)، فإن البنك المركزي سيتدخل بإنفاق الاحتياطيات الأجنبية لشراء الروبل. على سبيل المثال، خلال العام الذي سبق الأزمة، كان البنك المركزي يهدف إلى الحفاظ على نطاق من 5.3 إلى 7.1 روبل / دولار أمريكي، مما يعني أنه سيشتري روبل إذا هدد سعر صرف السوق بتجاوز 7.1 روبل / دولار. وبالمثل، فإنه سيبيع الروبل إذا هدد سعر الصرف في السوق بالهبوط إلى ما دون 5.3.
أدى عدم قدرة الحكومة الروسية على تنفيذ مجموعة متماسكة من الإصلاحات الاقتصادية إلى تآكل شديد في ثقة المستثمرين وردود الفعل المتسلسلة التي يمكن تشبيهها بالركض على البنك المركزي. هرب المستثمرون من السوق عن طريق بيع الروبل والأصول الروسية (مثل الأوراق المالية)، الأمر الذي أدى أيضًا إلى الضغط على الروبل. وقد أجبر هذا البنك المركزي على إنفاق احتياطياته الأجنبية للدفاع عن العملة الروسية، الأمر الذي أدى بدوره إلى تآكل ثقة المستثمرين وتقويض الروبل. ويقدر أنه في الفترة من 1 تشرين الأول / أكتوبر 1997 إلى 17 آب / أغسطس 1998، أنفق البنك المركزي حوالي 27 مليار دولار من احتياطياتها بالدولار الأمريكي للحفاظ على الربط العائم.
وكشف في وقت لاحق أن حوالي مليار 5 دولارات   تمت سرقتها من القروض الدولية التي قدمها البنك الدولي وصندوق النقد الدولي فور وصول الأموال إلى روسيا عشية الانهيار.

## الأزمة والآثار
في 17 أغسطس 1998، خفضت الحكومة الروسية الروبل، وتخلفت عن سداد الديون المحلية، وأعلنت وقفا على سداد الديون الخارجية. في ذلك اليوم، أصدرت الحكومة الروسية والبنك المركزي لروسيا «بيانًا مشتركًا» يعلن فيه، في جوهره، ما يلي:
1. سيتم توسيع نطاق تداول الروبل / الدولار من 5.3-7.1 RUB / U SD إلى 6.0-9.5 RUB / U SD ؛
2. سيتم إعادة هيكلة ديون روسيا المقومة بالروبل بطريقة يتم الإعلان عنها في وقت لاحق؛ ولمنع التخلف عن سداد البنوك الروسية بكميات كبيرة،
3. سيتم فرض وقف مؤقت لمدة 90 يومًا على دفع بعض الالتزامات المصرفية، بما في ذلك بعض الديون وعقود العملات الآجلة.[7]

في 17 أغسطس 1998، أعلنت الحكومة أن بعض الأوراق المالية الحكومية (GK O s وOF Zs) ستتحول إلى أوراق مالية جديدة.
في الوقت نفسه، بالإضافة إلى توسيع نطاق العملة، أعلنت السلطات أيضًا أنها تعتزم السماح لسعر RUB / USED بالتحرك بحرية أكبر داخل النطاق الأوسع.
في ذلك الوقت، حددت بورصة موسكو بين البنوك (أو "MIC-EX") سعر صرف يومي «رسمي» من خلال سلسلة من المزادات التفاعلية على أساس العطاءات المكتوبة المقدمة من المشترين والبائعين. عندما تتطابق أسعار البيع والشراء، يكون هذا «ثابتًا» أو «مستقرًا» لسعر الصرف الرسمي لبورصة موسكو، والذي ستنشره رويترز لاحقًا. تم استخدام (و) استخدام MIC-EX بشكل شائع من قبل البنوك وتجار العملة في جميع أنحاء العالم كسعر صرف مرجعي للمعاملات التي تشمل الروبل الروسي والعملات الأجنبية.
من 17 إلى 25 أغسطس 1998، انخفضت قيمة الروبل بشكل مطرد في MIC-EX، حيث انتقل من 6.43 إلى 7.86 RUB / USD. في 26 أغسطس 1998، أنهى البنك المركزي تداول الروبل بالدولار في بورصة موسكو، ولم يحدد بورصة النقد الدولي سعر الروبل بالدولار في ذلك اليوم.
في 2 سبتمبر 1998، قرر البنك المركزي للاتحاد الروسي التخلي عن سياسة «الربط العائم» وتعويم الروبل بحرية. بحلول 21 سبتمبر 1998، وصل سعر الصرف إلى 21 روبل مقابل دولار أمريكي واحد، مما يعني أنه فقد ثلثي قيمته قبل أقل من شهر.
في 28 سبتمبر 1998 تم تسريح بوريس فيودوروف من منصب رئيس مصلحة الضرائب الحكومية.
انتهت الوقف الاختياري الذي فرضه البيان المشترك في 15 نوفمبر 1998، ولم تجدده الحكومة الروسية والبنك المركزي.

### التضخم
بلغ التضخم الروسي في عام 1998 84 في المئة ونمت تكاليف الرعاية الاجتماعية بشكل كبير. أغلقت العديد من البنوك، بما في ذلك Ink om bank وOne x i m bank و"To k o bank"، نتيجة للأزمة.

### الخدمات المصرفية
تكبدت Bankers Trust خسائر كبيرة في صيف عام 1998 بسبب وجود بنك كبير في سندات الحكومة الروسية،  لكنه تجنب الانهيار المالي عن طريق الاستحواذ على بنك Deutsche Bank مقابل 10 مليارات دولار في نوفمبر 1998  هذا جعل دويتشه بنك رابع أكبر شركة لإدارة الأموال في العالم بعد UBS، Fidelity Investments، وصندوق التأمين على الحياة التابع لمكتب البريد الياباني.

### الزراعة
كان التأثير الرئيسي للأزمة على السياسة الزراعية الروسية هو الانخفاض الكبير في الإعانات الفيدرالية للقطاع، حوالي 80 في المائة بالقيمة الحقيقية مقارنة بعام 1997، على الرغم من انخفاض الدعم من الميزانيات الإقليمية.

### تداعيات سياسية
أدى الانهيار المالي إلى أزمة سياسية، حيث اضطر يلتسين، مع تبخر دعمه المحلي، إلى مواجهة معارضة شجاعة في البرلمان. بعد أسبوع، في 23 أغسطس 1998، طرد يلتسين كيرينكو وأعلن عزمه على إعادة تشيرنومردين إلى منصبه حيث انزلق البلد أعمق في الاضطرابات الاقتصادية. المصالح التجارية القوية، خوفًا من جولة أخرى من الإصلاحات التي قد تؤدي إلى فشل الشركات الرائدة، رحبت بسقوط كيرينكو، كما فعل الشيوعيون.
أراد يلتسين، الذي بدأ يفقد قبضته على السلطة بسبب تدهور صحته، إعادة تشرنومردين، لكن المجلس التشريعي رفض إعطاء موافقته. بعد أن رفض مجلس الدوما ترشيح تشيرنومردين مرتين، تراجع يلتسين، قوته بشكل واضح، وتراجع. وبدلاً من ذلك، رشح وزير الخارجية يفغيني بريماكوف، الذي وافق عليه مجلس الدوما في 11 سبتمبر 1998 بأغلبية ساحقة.
أعاد تعيين بريماكوف الاستقرار السياسي لأنه كان ينظر إليه كمرشح توفيقي قادر على معالجة الخلافات بين مجموعات المصالح المتشاجر في روسيا. كان هناك حماسة شعبية لبريماكوف كذلك. وعد بريماكوف بتسديد الأجور والمعاشات الأولوية الأولى لحكومته ودعا أعضاء الفصائل البرلمانية الرائدة إلى مجلس وزرائه.
قام الشيوعيون واتحاد النقابات العمالية المستقلة في روسيا بتنظيم إضراب على مستوى البلاد في 7 أكتوبر 1998، ودعا الرئيس يلتسين إلى الاستقالة. في 9 تشرين الأول / أكتوبر 1998، ناشدت روسيا، التي كانت تعاني أيضاً من قلة الحصاد، تقديم المساعدات الإنسانية الدولية، بما في ذلك الغذاء.

## التعافي
انتعشت روسيا من الانهيار المالي في أغسطس 1998 بسرعة مذهلة. يكمن سبب التعافي في ارتفاع أسعار النفط العالمية بسرعة خلال الفترة 1999-2000 (مثلما ساعد انخفاض أسعار الطاقة في السوق العالمية على تعميق المشكلات المالية لروسيا)، بحيث حققت روسيا فائض تجاري كبير في عامي 1999 و2000. سبب آخر هو أن الصناعات المحلية، مثل تجهيز الأغذية، قد استفادت من تخفيض قيمة العملة، والذي تسبب في زيادة حادة في أسعار السلع المستوردة.
أيضًا، نظرًا لأن الاقتصاد الروسي كان يعمل إلى حد كبير على المقايضة وغيرها من أدوات التبادل غير النقدية، فإن الانهيار المالي كان له تأثير أقل بكثير على العديد من المنتجين مما كان يمكن أن يعتمد عليه الاقتصاد على النظام المصرفي. أخيرًا، ساعد الاقتصاد عن طريق ضخ النقود. نظرًا لأن الشركات كانت قادرة على سداد الديون المتأخرة في الأجور والضرائب، فقد بدأ طلب المستهلكين على السلع والخدمات التي تنتجها الصناعة الروسية في الارتفاع.

## تأثير إيجابي
وأشاد جيمس كوك، نائب رئيس صندوق الاستثمار الروسي الأمريكي، بالأزمة على أساس أنه علّم المصرفيين الروس تنويع أصولهم.